# Le Canard, l'Or et le Rat
Le Canard, l'Or et le Rat (Aqua Duck) est un cartoon réalisé par Robert McKimson et sorti en 1963, qui met en scène Daffy Duck contre le rat.